# Veni Sancte Spiritus
Die Pfingstsequenz Veni Sancte Spiritus ist ein lateinischer Messgesang, mit dem die Gemeinde den Heiligen Geist um Beistand bittet. Sie erinnert an die Herabkunft des Heiligen Geistes an Pfingsten (Apg 2 ) und an die Gaben des Heiligen Geistes.

## Text
| Latein | Übersetzung | Nachdichtung durch Heinrich Bone 1847 |
| --- | --- | --- |
| Veni, Sancte Spiritus, Et emitte caelitus Lucis tuae radium. Veni, pater pauperum, Veni, dator munerum, Veni, lumen cordium. Consolator optime, Dulcis hospes animae, Dulce refrigerium. In labore requies, In aestu temperies, In fletu solatium. O lux beatissima, Reple cordis intima Tuorum fidelium. Sine tuo numine Nihil est in homine, Nihil est innoxium. Lava quod est sordidum, Riga quod est aridum, Sana quod est saucium. Flecte quod est rigidum, Fove quod est frigidum, Rege quod est devium. Da tuis fidelibus In te confidentibus Sacrum septenarium. Da virtutis meritum, Da salutis exitum, Da perenne gaudium. | Komm, Heiliger Geist, Und sende vom Himmel her Deines Lichtes Strahl. Komm, Vater der Armen, Komm, Geber der Gaben, Komm, Licht der Herzen. Bester Tröster, Süßer Gast der Seele, Süße Erfrischung. In der Mühe bist du Ruhe, In Erregung Mäßigung, Im Weinen Trost. O seligstes Licht, Erquicke das Herzensinnere Deiner Gläubigen. Ohne dein Wirken Ist nichts im Menschen, Ist nichts unschuldig. Wasche, was schmutzig ist, Bewässere, was trocken ist, Heile, was verwundet ist! Beuge, was starr ist, Wärme, was kalt ist, Lenke, was vom Weg weg ist! Gib deinen Gläubigen, Die auf dich vertrauen, Die siebenfache heilige Gabe! Gib der Tugend Lohn, Gib des Heiles Ausgang (Erfolg), Gib beständige Freude! | Komm, o Geist der Heiligkeit! Aus des Himmels Herrlichkeit Sende deines Lichtes Strahl! Vater aller Armen du, Aller Herzen Licht und Ruh’, Komm mit deiner Gaben Zahl! Tröster in Verlassenheit, Labsal voll der Lieblichkeit, Komm, du süßer Seelenfreund! In Ermüdung schenke Ruh’, In der Glut hauch Kühlung zu, Tröste den, der trostlos weint. O du Licht der Seligkeit, Mach dir unser Herz bereit, Dring in unsre Seelen ein! Ohne Dein lebendig Wehn Nichts im Menschen kann bestehn, Nichts ohn’ Fehl und Makel sein. Wasche, was beflecket ist, Heile, was verwundet ist, Tränke, was da dürre steht. Beuge, was verhärtet ist, Wärme, was erkaltet ist, Lenke, was da irregeht. Heil’ger Geist, wir bitten dich, Gib uns allen gnädiglich Deiner Gaben Siebenzahl. Spende uns der Tugend Lohn, Lass uns stehn an deinem Thron, Uns erfreun im Himmelssaal. |

Singt man die Sequenz nach dem Ruf vor dem Evangelium, schließt man mit Amen, Halleluja.

## Geschichte und liturgische Verortung
Der Text der Sequenz wird Stephen Langton (um 1150 bis 1228) zugeschrieben. Veni Sancte Spiritus gehört zu den vier Sequenzen, die nach der Liturgiereform Pius’ V. nach dem tridentinischen Konzil (1545 bis 1563) beibehalten wurden.
Der Gesang hat seinen obligatorischen liturgischen Platz als Sequenz in der heiligen Messe am Pfingstsonntag nach der zweiten Lesung, vor dem Ruf vor dem Evangelium. Die Sequenz kann in Ländern, in denen Pfingstmontag ein gebotener Feiertag ist, in der heiligen Messe am Pfingstmontag nochmals gesungen werden. Außerdem ist Veni Sancte Spritus seit der Reform des Stundengebets nach dem Zweiten Vatikanischen Konzil (1970) der Hymnus in der ersten und zweiten Vesper des Pfingstsonntags. Das Gotteslob enthält den lateinischen Text (Nummer 343) und eine Kontrafaktur mit einer Übersetzung von Maria Luise Thurmair und Markus Jenny (Nummer 344).

## Melodie
Pfingstsequenz Veni Sancte Spiritusⓘ

## Weitere Vertonungen
Der Text wurde von Komponisten verschiedener Epochen vertont. Nachfolgend eine Auswahl:
- Johann Knöfel: Gesang zu Pfingsten aus dem "Cantus Choralis" (1575).
- Jacques Berthier: Veni lumen (NGL).
- William Byrd: Veni Sancte Spiritus (1607).
- Michael Haydn: Veni Sancte Spiritus (Uraufführung am 30. Mai 1784).
- Leoš Janáček: Veni Sancte Spiritus (1900).
- Morten Lauridsen: Veni Sancte Spiritus als Teil des nichtliturgischen Requiems Lux aeterna (1997).
- Uģis Prauliņš: „O Lux Beatissima“ (Veni, Sancte Spiritus), Motetten für Chor a cappella.[3]
- Heinrich Schütz: Veni Sancte Spiritus SWV 328 (1639).
- Ludger Stühlmeyer: Komm herab, o du Heiliger Geist (NGL).
- Adrian Willaert: Veni Sancte Spiritus 4-stg. (1518) u. 6-stg. (1556)

Das Veni Sancte Spiritus KV 47 von Wolfgang Amadeus Mozart (1768) ist keine Vertonung der Pfingstsequenz, sondern eines liturgischen Gesangs mit demselben Textincipit: Veni Sancte Spiritus, reple tuorum corda fidelium et tui amoris in eis ignem accende „Komm, heiliger Geist, erfülle die Herzen deiner Gläubigen und entzünde in ihnen das Feuer deiner Liebe“. Es war gebräuchlich als ältere Version der Antiphon zum Magnificat in der Vesper an Pfingsten, als Vers zum Alleluia nach der Epistel an Pfingsten sowie als Antiphon vor der Anrufung des Heiligen Geistes bei verschiedenen Anlässen.